# GPSレシーバー

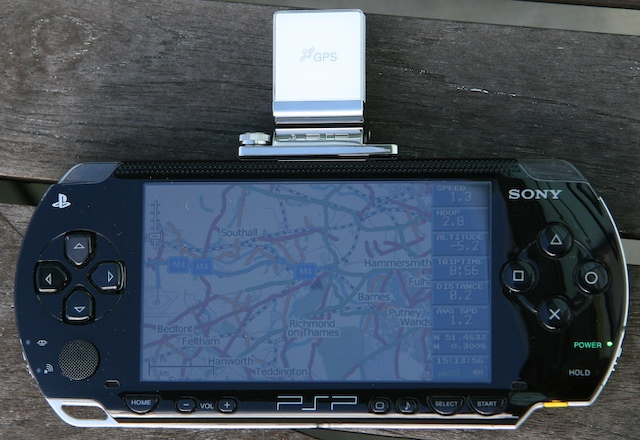
レシーバーをPSPに挿して西ロンドンの地図を見ているところ。地図はオープン・ストリート・マップ。

GPSレシーバー PSP-290 / PSP-290X（対応ソフトへの同梱版）は、ソニー・コンピュータエンタテインメント (SCE) より2006年12月7日に発売された、PlayStation Portable (PSP) 用の周辺機器。

## 概要
グローバル・ポジショニング・システム (GPS) の受信ユニットとして機能し、対応する PlayStation Portable とソフトウェアを組み合わせることで、現在位置の測位が可能になる。価格は税込みで6,000円。
PSP本体を電源OFFにして上部USB端子に接続する。対応ソフトウェアによってPSPをカーナビとして利用できるほか、対応する一部のゲームに利用することも出来る。

## ハードウェア
電気的端子としては、データ通信用の USB miniB 端子と電源受電用の電極ピンを2本備えている。電極ピンは、USB 端子を挟むように右隣と左隣に1本ずつ配置されている。PSP 本体は常に USB クライアントとして動作するため、本機側が USB ホストとして振る舞う設計となっている。
PSP 本体と接する台座部には、脱落防止用の止めねじを1本備えている。台座部とアンテナ本体部間はヒンジ構造となっており、GPS 機能使用時にはアンテナ正面を水平に空に向けるよう、指示されている。GPS 機能を使用しない状況では、ヒンジ部を最大に倒すことでアンテナ本体部を PSP 本体の裏側に廻すことができる。

## 仕様
|              | 諸元                                   |
| ------------ | -------------------------------------- |
| 受信周波数   | 1575.42 MHz(L1帯、C/A コード)          |
| 受信方法     | 20 チャンネル                          |
| 受信感度     | 追尾: -153 dBm                         |
| 受信感度     | 捕捉: -140 dBm                         |
| 測位更新時間 | 約 1 秒                                |
| 測位精度     | 5 m(2DRMS、-130 dBm)                   |
| 外形寸法     | 約 45 × 41 × 17 mm(幅 × 高さ × 奥行き) |
| 質量         | 約 16 g                                |
| 動作環境温度 | 5 ℃～ 35 ℃                             |

対応している衛星測位システムは GPS のみであり、準天頂衛星システムなどには対応していない。(受信できない)

## 対応ソフト

### 2006年
プラネタリウムクリエイター 大平貴之監修 ホームスター ポータブル
10月19日発売　3,280円
PSPの画面で星空を表示させることが出来るソフト。GPSを利用することで現在位置から見える星空や星座について表示させることが出来る。（GPSなしの場合でも日時と場所を入力することで使用可能）
MAPLUS ポータブルナビ
12月14日発売　7,140円（GPSレシーバー同梱版は10,500円）
PSP用の本格的なナビゲーションソフトで、PSPをカーナビとして利用できる。GPSレシーバー同梱版も同時発売。このソフトより先に発売された｢みんなの地図｣よりも高性能であるが地図の表示が簡易的すぎて県道や国道以外の道など詳しいところまでは表示されないという欠点がある。
メタルギアソリッド ポータブル・オプス
12月21日発売　5,229円
コナミより発売されている人気アクションゲーム「メタルギアシリーズ」の最新作。この作品では様々なキャラクターを仲間にすることが可能になっており、GPSレシーバーを使うとキャラクターが取得できる場所が仮想ポイントとして表示され、そこに実際に移動すると新しいキャラクターを入手できるというシステムが導入されている。GPSが無い場合でもストーリーモードのクリアや対戦モード、Wi-Fi、パスワードなど様々な方法でキャラクターを集めることが出来る。

### 2007年
みんなの地図2
4月26日発売　ソフト単品版5040円　GPSレシーバー同梱版9975円
ゼンリンから発売されたみんなの地図の新バージョン。「2」ではGPSに対応し、現在位置を確認できる他、歩行者用ナビゲーションとしても使用できる。また、WiFi機能を使いGPSの電波の届きにくい屋内や地下でも現在位置が確認できる。
みんなのゴルフ場
5月31日発売　ソフト単品版5980円　GPSレシーバー同梱版9980円
みんなのゴルフシリーズの新作。日本全国のゴルフ場のデータが搭載されており、ゴルフゲームとして遊べる。また、実際に本物のゴルフ場に出かけた際にはGPSレシーバーを使って障害物やピンまでの距離をガイドしてくれるという実用ソフト的な要素も入っている。
プロアトラストラベルガイド
8月9日発売　ソフト単品版5040円
エディアから発売されたMAPLUSの新バージョン。 GPSの他PlaceEngineに対応し、電波の届きにくい屋内や地下でも現在位置を確認できるようになった。消費カロリーも計算でき、またMAPLUSのサイトから新しい道路地図をメモリースティックにダウンロードしておくことで常に最新の道路情報が利用できる。
みんなの地図2地域版(東日本編)、(中日本編)、(西日本編)
8月9日発売　ソフト単品版5040円
ゼンリンから発売されたみんなの地図2の地域ごとの詳細情報をバージョンアップさせた。地域版では今までどおりGPSやPlaceEngineを歩行者用ナビゲーションとしても使用できる他、前作よりも地域の細かな情報まで登録されているためスポット情報も多い。
メタルギアソリッド ポータブル・オプス+
9月20日発売　2,400円
前作メタルギアソリッド ポータブル・オプス同様GPSレシーバー使用で兵士を入手可能。また今回はGPSレシーバーを使わないと取得できないご当地兵士(志願兵としても稀に入手可能)などがありさらに兵士を取得するために自分が歩いた分自分の持っている兵士全員が成長するなど前作よりかなり使い勝手が増えている。
MAPLUS ポータブルナビ2
12月20日発売　ソフト単品版8,190円
エディアから発売されたMAPLUS ポータブルナビの新バージョン。地図が前作より大幅に見やすくなり、検索機能なども増強された。またダウンロード販売により詳細地図やアニメ声優によるオリジナルのナビゲーション音声などが追加出来る様になりカスタマイズも向上された。

### 2008年
みんなの地図3
4月24日発売　ソフト単品版　2枚入り　6,090円
みんなの地図シリーズの決定版として販売、今までルート案内が3キロまでだったが10キロまで可能になった。また、付属の地図用ディスクのデータをメモリースティックに入れて使用することにより、スクロールの時間が抑えられている。

### 2009年
MAPLUS ポータブルナビ3
9月10日発売　8,190円
みんなのナビ
11月19日発売　8,190円

### 2010年
x-Radar Portable
1月25日配信開始　無料